# Östergötland

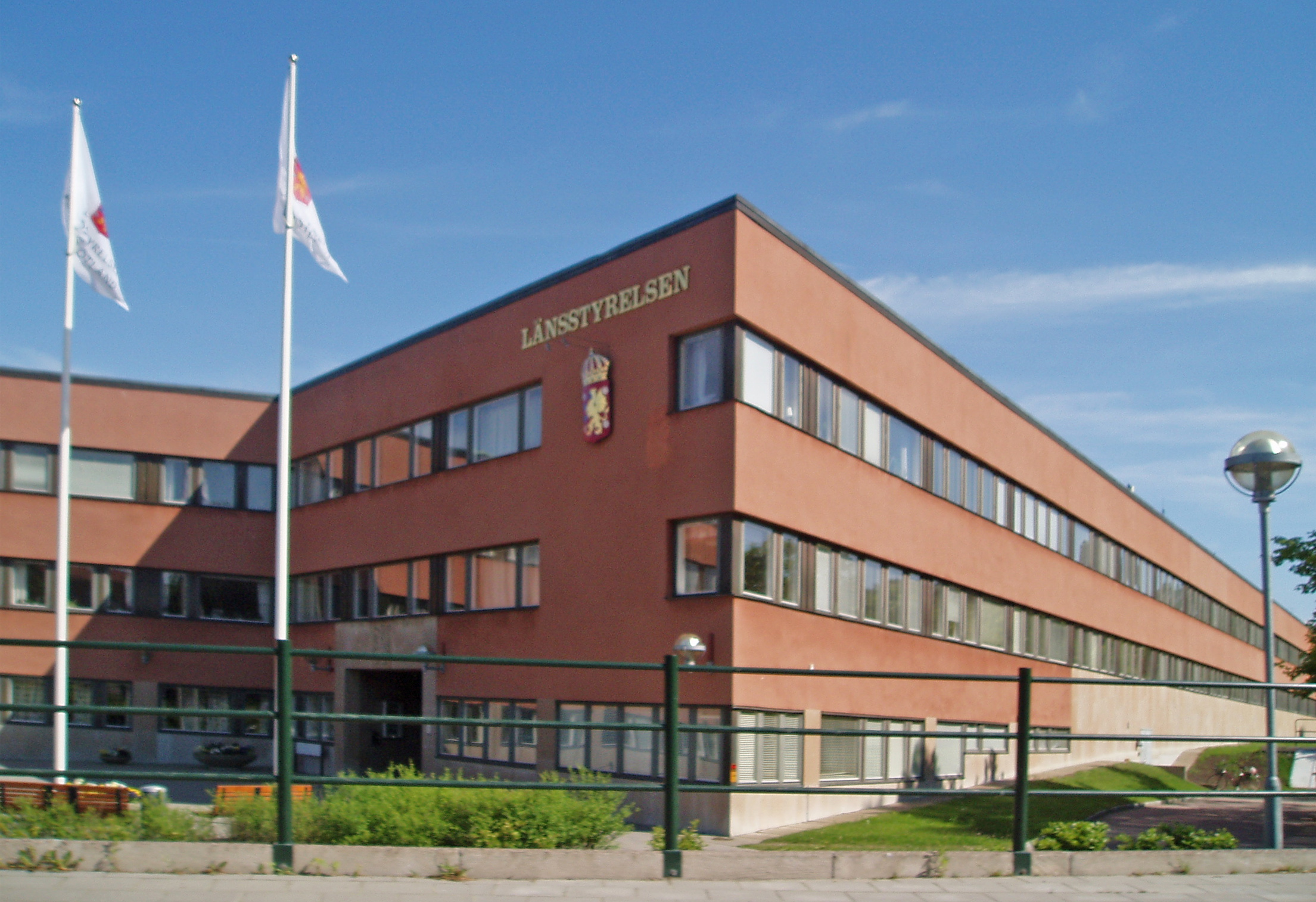
Siedziba länsstyrelsen w Linköping

Östergötland (szw. Östergötlands län) – jeden ze szwedzkich regionów administracyjnych (län). Siedzibą władz regionu (residensstad) jest Linköping.

## Geografia
Region administracyjny Östergötland położony jest w północno-wschodniej części Götaland i obejmuje prowincję historyczną (landskap) Östergötland oraz fragmenty Närke, Smalandii i Södermanlandu.
Graniczy z regionami administracyjnymi Kalmar, Jönköping, Västra Götaland (przez jezioro Wetter), Örebro i Södermanland oraz z Morzem Bałtyckim.

### Demografia
31 grudnia 2015 r. Östergötlands län liczył 445 661 mieszkańców (4. pod względem zaludnienia z 21 regionów administracyjnych Szwecji), gęstość zaludnienia wynosiła 42,2 mieszkańców na km².

## Gminy i miejscowości

### Gminy
Region administracyjny Södermanland podzielony jest na 13 gmin:
| - Åtvidaberg (11 419) - Boxholm (5 323) - Finspång (21 070) - Kinda (9 804) - Linköping (151 493) - Mjölby (26 399) - Motala (42 520) - Norrköping (134 947) - Ödeshög (5 242) - Söderköping (14 313) - Vadstena (7 388) - Valdemarsvik (7 620) - Ydre (3 680) |

Uwagi: W nawiasie liczba mieszkańców; stan na 30 września 2014 r.

### Miejscowości
10 największych miejscowości (tätort) regionu administracyjnego Östergötland (2010):
| #  | Miejscowość | Gmina       | Liczba mieszkańców (2010) |
| -- | ----------- | ----------- | ------------------------- |
| 1  | Linköping   | Linköping   | 104 232                   |
| 2  | Norrköping  | Norrköping  | 87 247                    |
| 3  | Motala      | Motala      | 29 823                    |
| 4  | Finspång    | Finspång    | 12 440                    |
| 5  | Mjölby      | Mjölby      | 12 245                    |
| 6  | Söderköping | Söderköping | 6992                      |
| 7  | Åtvidaberg  | Åtvidaberg  | 6859                      |
| 8  | Ljungsbro   | Linköping   | 6620                      |
| 9  | Vadstena    | Vadstena    | 5613                      |
| 10 | Malmslätt   | Linköping   | 5214                      |